# Abraham Frencel
Michał Abraham Frencel (deutsch Michael Abraham Frenzel oder Frentzel; * 19. November 1656 in Kosel, Oberlausitz; † 15. April 1740 in Schönau auf dem Eigen) war ein sorbischer lutherischer Geistlicher und Historiograph. Er beschäftigte sich auch mit sorbischen Sprachstudien.

## Leben
Der Sohn des Pfarrers und Bibelübersetzers Michał Frencel studierte ebenfalls Theologie und wurde 1685 Pfarrer in Gaußig. 1686 wechselte er ins Pfarramt in Schönau auf dem Eigen, das er bis zu seinem Tod innehatte. 
Frencel war der erste Autor, der ausführlicher über die Lebensweise der Sorben berichtete. In seiner um 1700 entstandenen Historia populi et rituum Lusatiae Superioris … (Geschichte des Volkes und der Bräuche der Oberlausitz) schilderte Frencel Beobachtungen über die Kleidung, die Sitten und Gebräuche, über das Arbeitsverhalten und das Rechtswesen der Oberlausitzer Sorben.
Frencels Wörterbuch De originibus linguae Sorabicae ist heute noch eine wertvolle Quelle in Bezug auf den sorbischen Wortschatz am Ende des 17. Jahrhunderts. Seine Annahme, dass viele sorbische Wörter aus dem Hebräischen stammen sollten, entbehren dagegen jeder Grundlage.

## Werke
- De originibus linguae Sorabicae. 2 Bde. Budissin 1693/96 (Sprachstudie und Wörterbuch)
Moderne Edition unter dem Titel:  Słownik górnołużycki Abrahama Frencla, hrsg. v. Stanisław Stachowski. (=Monografie slawistyczne. 40). Wrocław 1978
- Historia populi et rituum Lusatiae Superioris … (ca. 1700, ungedrucktes Manuskript)